# Dunnart Ooldea
Espèce
Répartition géographique
Statut de conservation UICN

 LC  : Préoccupation mineure
Le Dunnart Ooldea (Sminthopsis ooldea) est une espèce de souris marsupiale similaire au dunnart à pieds velus et qui vit en Australie. 

## Description
Il est jaune grisâtre sur sa partie supérieure du corps et blanc sur le dessous avec des taches sombres sur le sommet de la tête, le front et au niveau des yeux et une grosse queue rose couverte d'une fine fourrure. Sa longueur totale va de 115 à 173 mm, sa longueur tête-corps est de 55 à 80 mm avec une queue de 60 à 93 mm. Sa longueur d'oreille est 14 à 17 mm. Elle pèse entre 10 et 18 grammes.

## Répartition et habitat
Il vit depuis le désert de Tanami dans le Territoire du Nord jusqu'à Ooldea en Australie-Méridionale et à l'est dans les zones voisines d'Australie-Occidentale.
Son habitat comprend les forêts sèches d'eucalyptus et d'acacias, les mallees, les broussailles, les landes et les prairies.

## Organisation sociale et reproduction
Le Dunnart Ooldea a en moyenne huit jeunes entre septembre et novembre, mais on n'en connait pas beaucoup plus sur sa reproduction car l'espèce n'est pas beaucoup étudiée. Il est nocturne et vit dans des terriers ou des creux de souches.

## Alimentation
On estime, à partir des témoignages recueillis, que cette espèce mange des insectes.

## Référence
- (en) Cet article est partiellement ou en totalité issu de l’article de Wikipédia en anglais intitulé « Ooldea dunnart » (voir la liste des auteurs).